# Herzblättrige Bergenie
Die Herzblättrige Bergenie (Bergenia cordifolia) oder die Dickblatt, Dickblättrige Bergenie auch das Elefantenohr und Wickelwurz genannt, ist eine Pflanzenart aus der Gattung der Bergenien (Bergenia) in der Familie der Steinbrechgewächse (Saxifragaceae). Die Art bildet Hybriden mit Bergenia crassifolia, Bergenia purpurascens und Bergenia ciliata.

## Merkmale
Die Herzblättrige Bergenie ist eine immergrüne, ausdauernde Pflanze, die Wuchshöhen von 15 bis 40 Zentimeter erreicht. Sie bildet ein Rhizom aus. Die Blattspreite ist mehr oder weniger kreisförmig und am Grund abgerundet oder herzförmig. Die Kronblattplatte ist mehr oder weniger kreisförmig oder breit eiförmig und verschmälert sich plötzlich in den Nagel. Der Blütenstand besitzt weit abspreizende, lange Seitenäste erster Ordnung. Die Blüten sind aufrecht bis schräg aufwärtsgerichtet.
Die Blütezeit ist im März und April.

## Vorkommen
Die Herzblättrige Bergenie kommt in Westsibirien im Alatau, im Sajan und möglicherweise auch im Süd-Altai auf alpinen Matten und in Gebüschen sowie in der Mongolei, im nordwestlichen China und in Kasachstan vor.

## Nutzung
Die Herzblättrige Bergenie wird zerstreut als Zierpflanze für Steingärten, Rabatten, Trockenmauern, Gehölzgruppen und Teichufern genutzt. Sie ist seit spätestens 1779 in Kultur. Es gibt einige Sorten, beispielsweise 'Winterglut' deren Blätter sich im Herbst rot färben.
In Russland werden die Blätter auch als Tee genutzt, zum Beispiel im bekannten russischen, Sibirischen- oder  Ivan-Tee.
Auch die bitteren Wurzeln werden genutzt.

## Belege
- Eckehart J. Jäger, Friedrich Ebel, Peter Hanelt, Gerd K. Müller (Hrsg.): Rothmaler Exkursionsflora von Deutschland. Band 5: Krautige Zier- und Nutzpflanzen. Spektrum Akademischer Verlag, Berlin Heidelberg 2008, ISBN 978-3-8274-0918-8.